# Haw-Haw Land
"Haw-Haw Land" é o décimo episódio da vigésima nona temporada da série animada Os Simpsons, e o 628.º no total. Foi ao ar nos Estados Unidos pela FOX em 7 de janeiro de de 2018. O título e a abertura musical são referências do filme La La Land, Moonlight e X-Men Apocalypse.

## Enredo
Em um dia chuvoso, a família Simpson vai para uma conferência do STEM, onde Lisa Simpson conhece Brendan Beiderbecke, um garoto que é proficiente no piano e se apaixona por ele.
Enquanto isso, Bart Simpson faz química. Ele tenta isso em sua casa na árvore com Milhouse Van Houten, onde eles deixam as folhas da árvore em doce de rocha depois que Homer Simpson e Marge Simpson vão embora.
Os valentõss são derrotados por Brendan, incluindo o ex-namorado de Lisa, Nelson Muntz, que tenta impressioná-la musicalmente no Phineas Q. Butterfat's Ice Cream Parlour, começando um conflito em seu coração.
Homer e Marge se preocupam com Bart, mas ele parece estar fazendo o bem pela primeira vez, mas um acidente na escola parece estar vinculado a ele.
A família vai a um show de talentos, onde Bart vai fazer uma demonstração de química, enquanto Nelson e Brendan fazem performances musicais. Nelson está aborrecido durante todo o tempo, enquanto Brendan faz bem. No entanto, ele é desqualificado por viver em West Springfield e será transferido para uma escola lá. Lisa acaba sozinha, enquanto Bart faz a escola preencher uma reação de química.
Na cena final após os créditos, no show de talentos, Marge pede desculpas aos espectadores afirmando que este episódio deveria parodiar Moonlight, não La La Land. Homer afirma que ninguém viu Moonlight. Quando Marge oferece para mostrar-lhe esse filme como eles têm o DVD, Homer afirma que ele preferiria assistir X-Men: Apocalypse que todos no fundo estão interessados em ver.

## Recepção
Dennis Perkins do The A.V. Club deu a este episódio um C+, afirmando: "Mais um episódio de The Simpsons diretamente para um alvo cultural pop específico requer muita imaginação para que o 'Haw-Haw Land' possa ser reunido. O título, trazendo o slogan de Nelson, está no topo da pilha da astúcia aqui, vendo como o valentão da escola e uma vez namorado de Lisa Simpson forma um ponto no triângulo amoroso do episódio La La Land. Mas se você vai fazer uma paródia de uma história de amor musical luxuosa de Hollywood (e, como as piadas do episódio, vencedor momentâneo acidentado do Oscar), você precisa trazer muito mais para a empresa do que está em exibição."
"Haw-Haw Land" foi assistido por 6,95 milhões de espectadores com uma classificação de 2,8 e uma participação de 9, tornando-se o programa mais assisnido da Fox naquela noite.